# تولين اوزان
تولين اوزان (بالتركية: Tülin Özen)‏ هي ممثلة تركية، ولدت في 24 ديسمبر 1980 بإسكندرونة في تركيا.

## أعمال

### مسلسلات
- الزهرة البيضاء
- جرائم صغيرة
- السلطانة كوسم

## وصلات خارجية
- تولين اوزان على موقع IMDb (الإنجليزية)
- تولين اوزان على موقع قاعدة بيانات الأفلام العربية
- تولين اوزان على موقع ألو سيني (الفرنسية)
- تولين اوزان على موقع أول موفي (الإنجليزية)
- تولين اوزان على موقع قاعدة بيانات الأفلام السويدية (السويدية)
- تولين اوزان على موقع قاعدة بيانات الفيلم (الإنجليزية)
- تولين اوزان على موقع كينوبويسك (الروسية)